# Kawasaki Ninja 250 R
Kawasaki Ninja 250 R är en motorcykel producerad av Kawasaki Heavy Industries. Motorcykeln är oftast kallad "Ninja", precis som sitt större "syskon", ZX-6R.
Den har en effekt på 30 hk/10 500 rpm och kan gå i 130 km/h. Motorn är en rak tvåcylindrig, vattenkyld fyrtaktare på 249 cc.

## Bilder

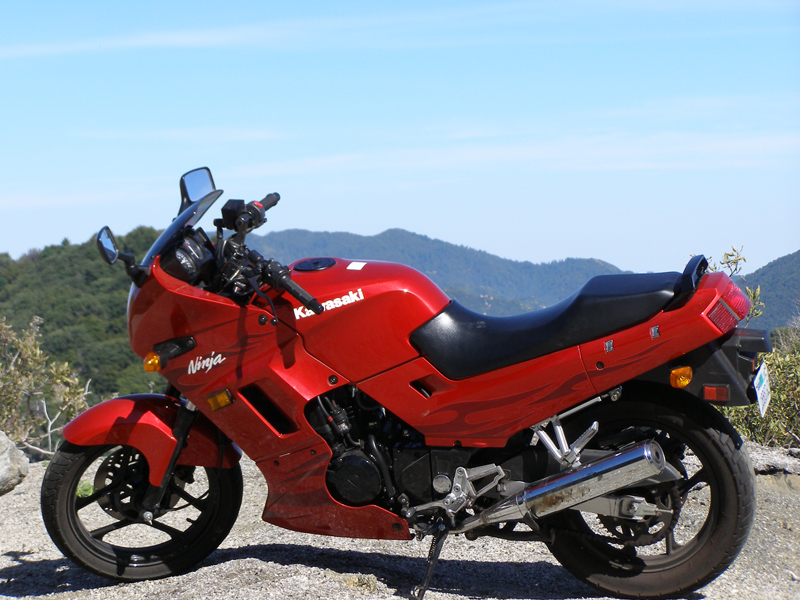
Tredje generationens Ninja (1988-2007)
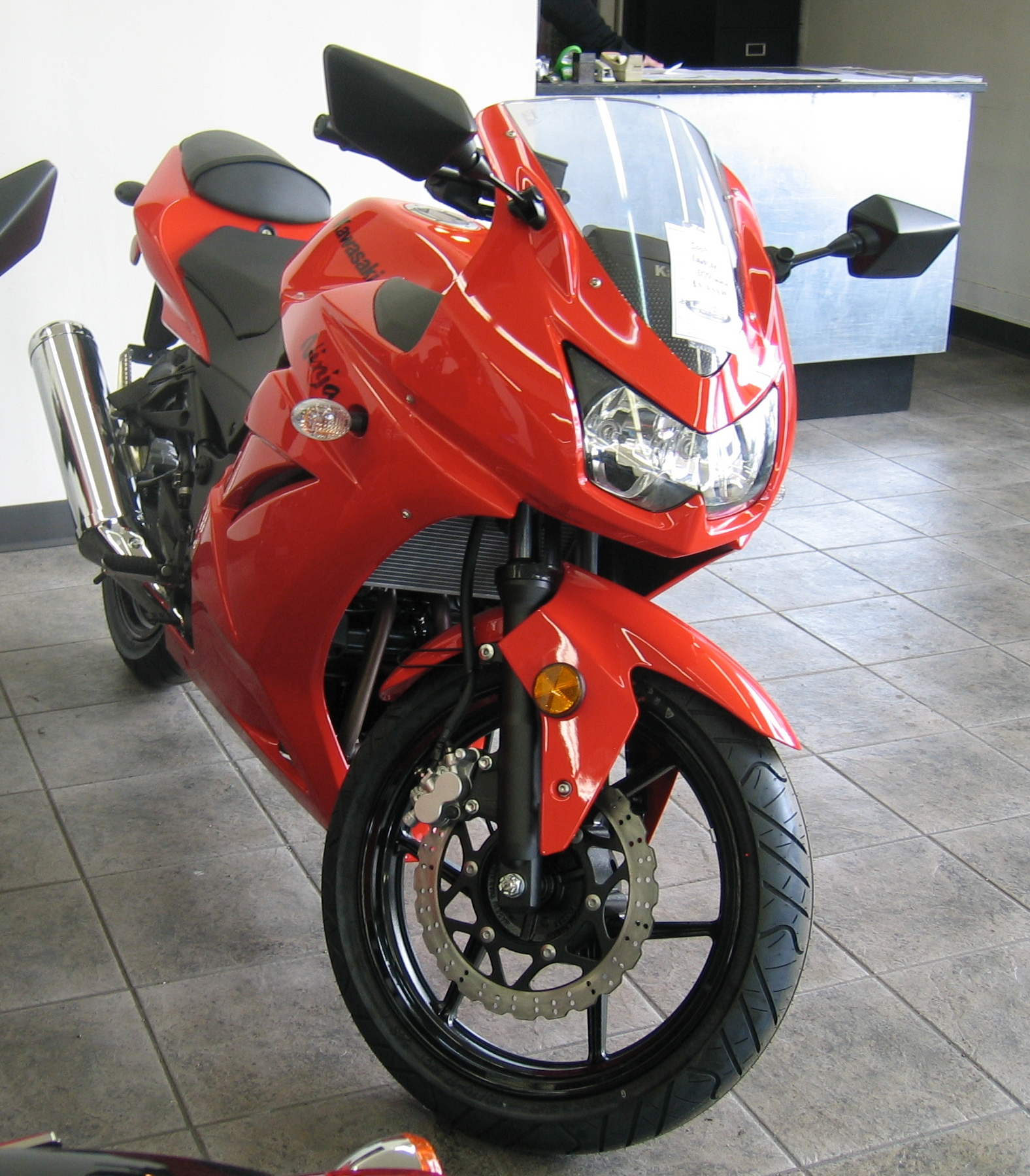
Fjärde generationens Ninja (2007-)